# Liste des conseillers régionaux de l'Ariège
Le département français de l’Ariège compte actuellement 4 conseillers régionaux sur les 158 élus qui composent le conseil régional d'Occitanie.

## Évolution du nombre de conseillers régionaux élus
À l'heure actuelle, le nombre de conseillers régionaux élus dans l'Ariège est fixé à 4, identique par rapport à la précédente mandature. Celui-ci a évolué au fil du temps puisqu'on comptait 6 sièges à pourvoir dans le département lors des premières élections régionales.
| 1986-1992 | 1992-1998 | 1998-2004 | 2004-2010 | 2010-2015 | 2015-2021 | 2021-2028 |
| --------- | --------- | --------- | --------- | --------- | --------- | --------- |
| 6         | 6         | 6         | 5         | 5         | 4         | 4         |

## Listes par mandature

### 2021-2028
|                     | Kamel Chibli *    | PS  | 01 | Socialistes et Citoyens d'Occitanie  | —                                       |
|                     | Isabelle Piquemal | PCF | 02 | Communistes Républicains et Citoyens | Conseillère municipale de Boussenac     |
|                     | Alexandre Bermand | PRG | 03 | Radicaux de Gauche et Citoyens       | Adjoint au maire de Tarascon-sur-Ariège |
|                     | Pascale Canal     | PS  | 04 | Socialistes et Citoyens d'Occitanie  | Adjointe au maire de Foix               |
| * Vice-président(e) |                   |     |    |                                      |                                         |

### 2015-2021
|                     | Kamel Chibli *  | PS         | 01 | Socialiste Républicain et Citoyen | —                                    |
|                     | Kathy Wersinger | EELV       | 02 | Nouveau Monde                     | Adjointe au maire d'Alzen            |
|                     | Guy Esclopé     | PRG        | 03 | Radicaux                          | —                                    |
|                     | Bernard Gondran | FN puis RN | 01 | Rassemblement national            | Conseiller municipal de Saint-Girons |
| * Vice-président(e) |                 |            |    |                                   |                                      |

### 2010-2015
|                     | Marc Carballido *  | PS           | 01 | Socialiste et républicain | Adjoint au maire de Dun                  |
|                     | Rolande Sassano    | PS           | 02 | Socialiste et républicain | —                                        |
|                     | François Calvet    | EÉ puis EELV | 03 | Europe Écologie           | —                                        |
|                     | Malika Kourdoughli | PRG          | 04 | Radicaux de gauche        | Adjointe au maire de Tarascon-sur-Ariège |
|                     | Philippe Calleja   | UMP          | 01 | Osons Midi-Pyrénées       | Maire de Saverdun                        |
| * Vice-président(e) |                    |              |    |                           |                                          |

### 2004-2010
|                     | Frédérique Massat * | PS  | 01 | - | Adjointe au maire de Foix, députée de l'Ariège (à partir de 2007) |
|                     | Rolande Sassano     | PS  | 05 | - | —                                                                 |
|                     | Émile Franco        | PS  | 02 | - | Conseiller municipal de Pamiers                                   |
|                     | Josée Souque *      | PCF | 03 | - | —                                                                 |
|                     | Marc Carballido     | PS  | 04 | - | Adjoint au maire de Dun                                           |
|                     | Paul-Louis Maurat   | UMP | 01 | - | —                                                                 |
| * Vice-président(e) |                     |     |    |   |                                                                   |

### 1998-2004
|                     | Jeanne Ettori *   | PS           | 01 | - | Conseillère générale de Mirepoix, ancienne maire de Mirepoix |
|                     | Josée Souque *    | PCF          | 02 | - | —                                                            |
|                     | Roger Barrau      | PS           | 03 | - | Maire de Seix (jusqu'en 2001)                                |
|                     | Serge Rumeau      | PS           | 04 | - | Maire de Saint-Pierre-de-Rivière                             |
|                     | Raymond Bernié    | PRG puis DIV | 05 | - | Adjoint au maire de Pamiers                                  |
|                     | André Trigano     | DVD          | 01 | - | Maire de Pamiers                                             |
|                     | Paul-Louis Maurat | RPR          | 02 | - | —                                                            |
| * Vice-président(e) |                   |              |    |   |                                                              |

### 1992-1998
|                     | Jean-Pierre Bel | PS  | 01 | - | Maire de Mijanès (jusqu'en 1995)                                    |
|                     | Jeanne Ettori   | PS  | 02 | - | Maire de Mirepoix (jusqu'en 1995), conseillère générale de Mirepoix |
|                     | Roger Barrau    | PS  | 03 | - | Maire de Seix                                                       |
|                     | André Trigano   | DVD | 01 | - | Maire de Mazères puis de Pamiers, député de l'Ariège                |
|                     | François Baby * | RPR | 02 | - | Maire de Montbel                                                    |
|                     | Josée Souque    | PCF | 01 | - | —                                                                   |
| * Vice-président(e) |                 |     |    |   |                                                                     |

### 1986-1992
|                     | Roger Barrau     | PS       | - | Maire de Seix                                                                |
|                     | Jacques Llorca   | RPR      | - | Conseiller municipal de Saint-Girons                                         |
|                     | René Massat      | PS       | - | Conseiller général du Fossat, député de l'Ariège                             |
|                     | Jean-Michel Caux | PS       | - | Maire de Lavelanet, conseiller général de Lavelanet                          |
|                     | Francis Rouquet  | UDF-CDS  | - | Maire de Pamiers                                                             |
|                     | Gilbert Séguéla  | PCF      | - | Conseiller municipal puis 1er adjoint au maire (à partir de 1989) de Pamiers |
|                     | Daniel Meyer     | PCF      | - | —                                                                            |
|                     | André Trigano    | UDF-Rad. | - | Maire de Mazères, conseiller général de Saverdun                             |
| * Vice-président(e) |                  |          |   |                                                                              |